# Catedral de San Juan Bautista (Penonomé)
La Catedral de San Juan Bautista o simplemente Catedral de Penonomé es el nombre que recibe un edificio religioso que está afiliado a la Iglesia Católica y se encuentra ubicado en la localidad de Penonomé en la provincia de Coclé parte del país centroamericano de Panamá.
El templo sigue el rito romano o latino y sirve como la iglesia principal de la Diócesis de Penonomé (Dioecesis Poenonomensis) que fue creada en 1993 mediante la bula "Quo aptius" del papa Juan Pablo II.
La iglesia esta bajo la responsabilidad pastoral del obispo Edgardo Cedeño Muñoz.

## Historia
Su historia se remonta a la mitad del siglo XVI cuando fue construida por los españoles, siendo el 12 de junio de 1581 la fecha en que se celebró la primera misa, según un informe del oidor Diego López de Villanueva y Zapata. En el año 2013 fue cerrada temporalmente para trabajos de restauración en el techo y el altar y mejoras en otras áreas como la seguridad y la electricidad.

## Véase también

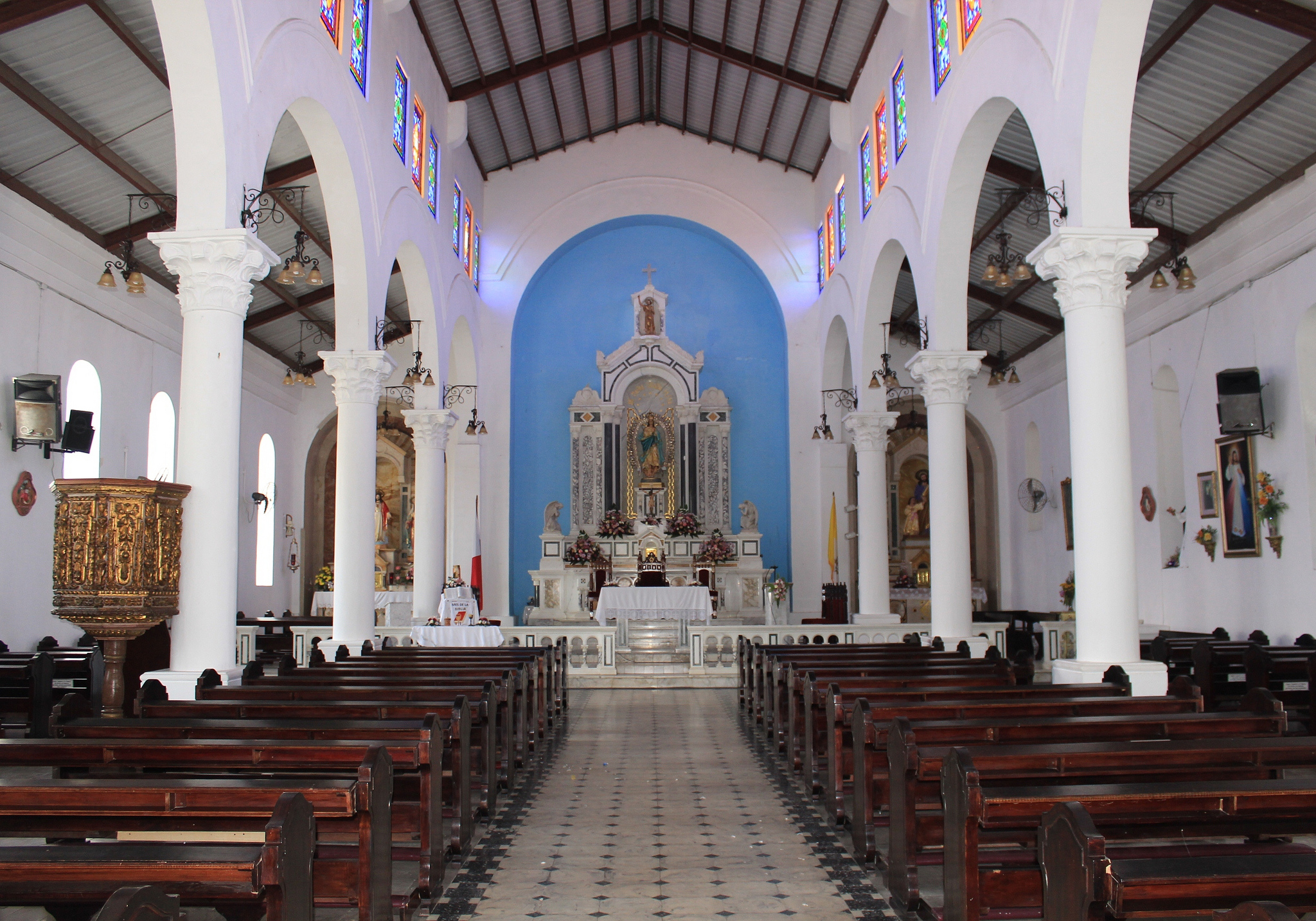
Vista interna